# Coupe Memorial 1947
Navigation
Édition précédente Édition suivante
La finale de l'édition 1947 de la Coupe Memorial est présentée dans plusieurs salles : au Shea's Amphitheatre de Winnipeg dans le Manitoba, au Regina Exhibition Stadium de Régina en Saskatchewan, ainsi qu'au Moose Jaw Arena de Moose Jaw également en Saskatchewan. La finale est disputée entre le vainqueur du trophée George T. Richardson, remis à l'équipe championne de l'est du Canada, et le vainqueur de la Coupe Abbott remis au champion de l'ouest du pays.

## Équipes participantes
- Les St. Michael's Majors de Toronto de l'Association de hockey de l'Ontario, en tant que champion du Trophée George T. Richardson.
- Les Canucks de Moose Jaw de la Ligue de hockey junior du sud de la Saskatchewan en tant que vainqueurs de la Coupe Abbott.

### Résultats
| Match | Vainqueur                       | Résultat | Perdant              | Lieu                               |
| ----- | ------------------------------- | -------- | -------------------- | ---------------------------------- |
| 1     | St. Michael's Majors de Toronto | 12-3     | Canucks de Moose Jaw | Shea's Amphitheatre (Winnipeg)     |
| 2     | St. Michael's Majors de Toronto | 6-1      | Canucks de Moose Jaw | Moose Jaw Arena (Moose Jaw)        |
| 3     | St. Michael's Majors de Toronto | 8-1      | Canucks de Moose Jaw | Regina Exhibition Stadium (Régina) |
| 4     | St. Michael's Majors de Toronto | 3-2      | Canucks de Moose Jaw | Regina Exhibition Stadium (Régina) |

## Effectifs
Voici la liste des joueurs des St. Michael's Majors de Toronto, équipe championne du tournoi 1947 :
- Entraîneur : Joe Primeau
- Joueurs : Les Costello, Ed Hannigan, Ed Harrison, Howie Harvey, Red Kelly, Fleming Mackell, John McLellan, Clare Malone, Rudy Migay, Bob Paul, Harry Psutka, Ed Sandford, John Williams, Warren Winslow et Benny Woit.